# Festival de Cannes 2021
Le Festival de Cannes 2021, 74e édition, se déroule du 6 au 17 juillet 2021 au Palais des festivals, à Cannes.
Le jury des longs-métrages en compétition est présidé par l'acteur et réalisateur Spike Lee. La maîtresse de cérémonie est l’actrice Doria Tillier.

## Déroulement

### Préparation

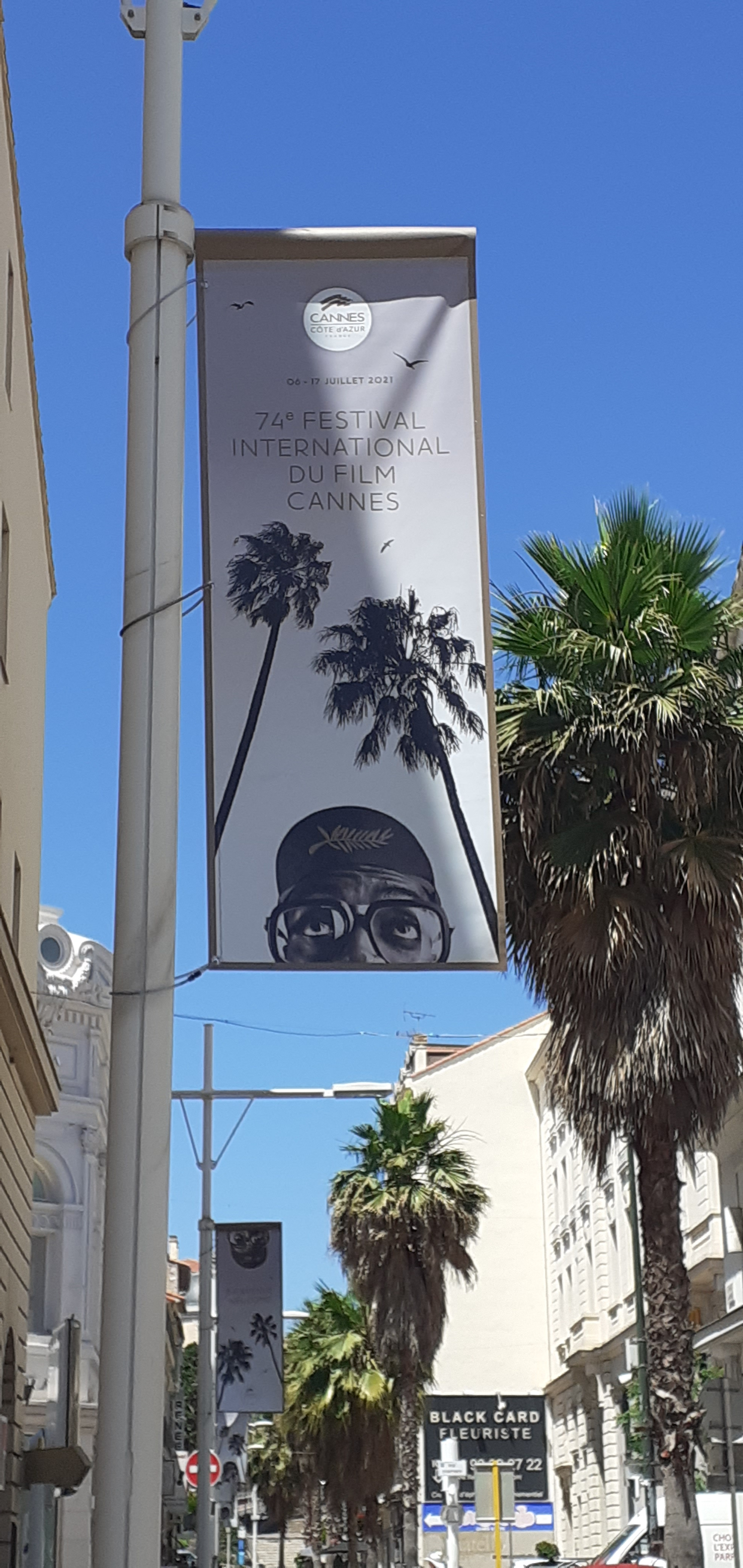
Bannière du 74e festival international du film dans les rues de Cannes.

Cette 74e édition marque le retour du festival de Cannes après une année obérée par la pandémie de Covid-19. L'année blanche 2020 permet à certains films pré-sélectionnés pour l'édition annulée de décaler leur date de sortie pour appartenir à la sélection 2021. C'est le cas par exemple de Benedetta de Paul Verhoeven qui, d'après les dires de Thierry Frémaux, sera le premier film assuré de faire partie de la compétition.
Le 29 septembre 2020, les dates du prochain festival sont dévoilées : ce sera du 11 au 22 mai 2021.
Le 8 octobre 2020, Spike Lee révèle qu'il sera président de l'édition 2021,.
Le 27 octobre 2020, Thierry Frémaux, directeur du festival, indique que deux dates de remplacement sont prévues au cas où la situation sanitaire ne permettrait pas de maintenir les dates initiales (du 11 au 22 mai 2021). Les dates de remplacement envisagées sont les deux premières semaines de juillet et les deux premières semaines d'août.
L'inscription des films pour la sélection officielle démarre le 1er décembre 2020 et se termine le 15 février 2021 pour les films d'écoles (Cinéfondation), le 1er mars pour les courts métrages et le 5 mars pour les longs métrages. Les inscriptions pour les sections parallèles ont démarré le 2 novembre 2020 et se terminent en mars 2021,. 
Le 27 janvier 2021, le festival est reporté par les organisateurs à la quinzaine du 6 au 17 juillet 2021.
Le 3 mars 2021, il est annoncé que l’acteur et réalisateur français Nicolas Maury, présidera le jury de la Queer Palm.
Le 16 mars 2021, Spike Lee confirme, via une conversation FaceTime avec Thierry Frémaux, assurer la présidence du jury de la compétition pour la Palme d'or.
Le 19 avril 2021, le film d'ouverture est dévoilé. Il s'agit de la comédie musicale Annette de Leos Carax. Le film sera également projeté en compétition pour la Palme d'or.
Le 5 mai 2021, la bande-annonce du film Benedetta de Paul Verhoeven est dévoilée, confirmant ainsi sa présence en compétition pour la Palme d'or.
Le 15 mai 2021, il est annoncé que la date de la conférence de presse dévoilant la sélection officielle, initialement prévue le 27 mai, est reportée au 3 juin 2021 en raison d'un nombre élevé de longs métrages présenté aux comités de sélection.
Le 26 mai 2021, il est annoncé que le documentariste américain Frederick Wiseman recevra le Carrosse d'or.
Le 27 mai 2021, c'est au tour du film The French Dispatch de Wes Anderson de confirmer sa présence en compétition pour la Palme d'or.
Le 2 juin 2021, la veille de la conférence de presse annonçant la sélection, il est annoncé que l’actrice et réalisatrice américaine Jodie Foster recevra la Palme d'honneur. Le même jour, il est annoncé que le réalisateur roumain Cristian Mungiu présidera le jury de la Semaine de la critique.
Le 3 juin 2021, la sélection officielle est annoncée via une conférence de presse dans l'UGC Normandie (Paris).
Le 7 juin 2021, la sélection de la Semaine de la critique est dévoilée. Le même jour, le blockbuster prévu pour la sélection officielle est dévoilée : il s’agit de Fast and Furious 9.
Le 8 juin 2021, c’est la sélection de la Quinzaine des réalisateurs qui est dévoilée.
Le 11 juin 2021, un premier juré de la compétition officielle est dévoilé : il s’agit de l’acteur coréen Song Kang-ho, connu pour avoir joué notamment dans Parasite de Bong Joon-ho, qui avait remporté la Palme d'or en 2019.
Le 14 juin 2021, le film d'ouverture de la section Un certain regard est dévoilé : il s'agit du film Onoda d'Arthur Harari. Le même jour, son jury est dévoilé et sera présidé par la réalisatrice britannique Andrea Arnold. Elle a été lauréate de trois Prix du jury (en 2006 pour Red Road, en 2009 pour Fish Tank et en 2016 pour American Honey) et membre du jury en 2012, sous la présidence de Nanni Moretti.
Le 15 juin 2021, il est annoncé que l’actrice Doria Tillier sera la maîtresse de cérémonie. Le même jour, le jury de la Cinéfondation et des courts-métrages est dévoilé. Pour la première fois, le jury ne comporte aucune présidence.
Le 17 juin 2021, l’affiche de l’édition 2021 est dévoilée : il s’agit de deux palmiers entourant Spike Lee, président du jury de la Compétition officielle cette année.
Le 22 juin 2021, il est annoncé que le réalisateur italien Marco Bellocchio recevra une Palme d'honneur pour l’ensemble de sa carrière. Il a été membre du jury en 2007, sous la présidence de Stephen Frears. Le même jour, le jury de l’Œil d’or est dévoilé et sera présidé par Ezra Edelman.
Le 24 juin 2021, le jury de la compétition officielle est dévoilé. Ainsi le jury, présidé par Spike Lee, sera donc composé de la chanteuse Mylène Farmer ; des actrices Mati Diop, Maggie Gyllenhaal et Mélanie Laurent ; de la réalisatrice Jessica Hausner ; du réalisateur Kleber Mendonça Filho, et des acteurs Tahar Rahim et Song Kang-ho.

### Faits marquants
Spike Lee, Président du jury, dévoile la Palme d’Or du festival en tout début de l’annonce du palmarès, contrairement à la tradition qui veut cette révélation se fasse en fin du déroulé du palmarès. Il s’excusera ensuite pour son « erreur ». 

## Jurys

### Longs métrages
| Nom | Nom                           | Qualité                                       | Nationalité    |
| --- | ----------------------------- | --------------------------------------------- | -------------- |
|     | Spike Lee (président du jury) | Réalisateur, scénariste, acteur et producteur | États-Unis     |
|     | Mati Diop                     | Actrice, scénariste et réalisatrice           | France Sénégal |
|     | Mylène Farmer                 | Chanteuse, auteure-compositrice et actrice    | France         |
|     | Maggie Gyllenhaal             | Actrice et réalisatrice                       | États-Unis     |
|     | Jessica Hausner               | Réalisatrice et scénariste                    | Autriche       |
|     | Mélanie Laurent               | Actrice et réalisatrice                       | France         |
|     | Kleber Mendonça Filho         | Réalisateur, scénariste et ingénieur du son   | Brésil         |
|     | Tahar Rahim                   | Acteur                                        | France         |
|     | Song Kang-ho                  | Acteur                                        | Corée du Sud   |

### Caméra d'or
| Nom                                  | Qualité                                                       | Nationalité |
| ------------------------------------ | ------------------------------------------------------------- | ----------- |
| Mélanie Thierry (présidente du jury) | Actrice                                                       | France      |
| Audrey Abiven                        | Directrice de Tri-Track (société de post-synchronisation)     | France      |
| Éric Caravaca                        | Acteur et réalisateur                                         | France      |
| Romain Cogitore                      | Réalisateur, scénariste et photographe                        | France      |
| Laurent Dailland                     | Directeur de la photographie                                  | France      |
| Pierre-Simon Gutman                  | Critique et rédacteur en chef adjoint de L'Avant-scène Cinéma | France      |

### Un certain regard
| Nom                                | Qualité                                 | Nationalité |
| ---------------------------------- | --------------------------------------- | ----------- |
| Andrea Arnold (présidente du jury) | Réalisatrice et scénariste              | Royaume-Uni |
| Daniel Burman                      | Réalisateur, producteur et scénariste   | Argentine   |
| Michael Angelo Covino              | Réalisateur, producteur et acteur       | États-Unis  |
| Mounia Meddour                     | Réalisatrice, scénariste et productrice | Algérie     |
| Elsa Zylberstein                   | Actrice                                 | France      |

### Cinéfondation et courts métrages
| Nom                | Qualité                               | Nationalité |
| ------------------ | ------------------------------------- | ----------- |
| Sameh Alaa         | Réalisateur, producteur et scénariste | Égypte      |
| Kaouther Ben Hania | Réalisatrice et scénariste            | Tunisie     |
| Carlos Muguiro     | Cinéaste et universitaire             | Espagne     |
| Tuva Novotny       | Réalisatrice, scénariste et actrice   | Suède       |
| Nicolas Pariser    | Réalisateur et scénariste             | France      |
| Alice Winocour     | Réalisatrice et scénariste            | France      |

### Semaine de la critique
- Cristian Mungiu (président du Jury) : réalisateur et scénariste  Roumanie
- Didar Domehri : productrice  France
- Camélia Jordana : comédienne et auteure-compositrice-interprète  France
- Michel Merkt : producteur  Suisse
- Karel Och : directeur artistique du Festival de Karlovy Vary  Tchéquie

### L’Œil d’or
- Ezra Edelman (président du Jury) : réalisateur  États-Unis
- Julie Bertuccelli : réalisatrice  France
- Iris Brey : journaliste, autrice et critique  France
- Déborah François : actrice  Belgique
- Orwa Nyrabia : réalisateur, producteur et directeur artistique du IDFA  Syrie

### Prix de la Citoyenneté
- Clap Citizen Cannes: association à l'initiative de la création du prix de la Citoyenneté  France
- Valérie Zenatti (présidente du Jury): écrivaine et scénariste  France
- Yolande Zauberman: réalisatrice  France
- Lisa Nesselson: journaliste  États-Unis
- Nicolas Silhol: scénariste et réalisateur  France
- Valery du Peloux: producteur  France

### Queer Palm
- Nicolas Maury (président du Jury) : acteur et réalisateur  France
- Josza Anjembe : réalisatrice, scénariste et journaliste  France
- Roxane Mesquida : actrice  France
- Vahram Muratyan : artiste et designer graphique  France
- Aloïse Sauvage : chanteuse  France

## Sélections

### Sélection officielle

#### Compétition
| Titre                                                               | Réalisation               | Scénario | Distribution | Pays       |
| ------------------------------------------------------------------- | ------------------------- | --- | --- | ---------- |
| Annette (film d'ouverture)                                          | Leos Carax                | Ron Mael, Russell Mael                                                                                           | Adam Driver, Marion Cotillard, Devyn McDowell, Simon Helberg, Angèle, Rebecca Dyson-Smith, Nino Porzio                                      | France     |
| The French Dispatch                                                 | Wes Anderson              | Wes Anderson, Jason Schwartzman, Roman Coppola, Hugo Guinness                                                    | Benicio del Toro, Frances McDormand, Bill Murray, Jeffrey Wright, Adrien Brody, Tilda Swinton, Timothée Chalamet, Léa Seydoux, Lyna Khoudri | États-Unis |
| Les Olympiades (en compétition pour la Queer Palm)                  | Jacques Audiard           | Jacques Audiard, Céline Sciamma, Léa Mysius                                                                      | Lucie Zhang, Makita Samba, Noémie Merlant, Jehnny Beth                                                                                      | France     |
| Haut et Fort                                                        | Nabil Ayouch              | Nabil Ayouch | Anas Basbousi, Ismail Adouab, Meryem Nekkach, Nouhaila Arif                                                                                 | Maroc      |
| Red Rocket                                                          | Sean Baker                | Sean Baker, Chris Bergoch                                                                                        | Simon Rex, Suzanna Son, Bree Elrod, Ethan Darbone                                                                                           | États-Unis |
| La Fracture (en compétition pour la Queer Palm)                     | Catherine Corsini         | Catherine Corsini, Agnès Feuvre, Laurette Polmanss                                                               | Valeria Bruni Tedeschi, Marina Foïs, Pio Marmaï                                                                                             | France     |
| Titane (en compétition pour la Queer Palm)                          | Julia Ducournau           | Julia Ducournau                                                                                                  | Vincent Lindon, Agathe Rousselle, Garance Marillier, Laïs Salameh, Dominique Frot, Myriem Akheddiou                                         | France     |
| France                                                              | Bruno Dumont              | Bruno Dumont | Léa Seydoux, Benjamin Biolay, Blanche Gardin                                                                                                | France     |
| L'Histoire de ma femme (A feleségem története)                      | Ildikó Enyedi             | Ildikó Enyedi | Léa Seydoux, Gijs Naber, Louis Garrel, Jasmine Trinca, Luna Wedler                                                                          | Hongrie    |
| Un héros (قهرمان - Ghahreman)                                       | Asghar Farhadi            | Asghar Farhadi                                                                                                   | Amir Jadidi, Mohsen Tanabandeh, Fereshteh Sadre Orafaiy, Sarina Farhadi                                                                     | Iran       |
| Drive My Car (ドライブ・マイ・カー, Doraibu mai kā)                 | Ryūsuke Hamaguchi         | Ryūsuke Hamaguchi, Takamasa Oe                                                                                   | Hidetoshi Nishijima, Masaki Okada, Reika Kirishima, Tôko Miura                                                                              | Japon      |
| Bergman Island                                                      | Mia Hansen-Love           | Mia Hansen-Løve                                                                                                  | Vicky Krieps, Tim Roth, Mia Wasikowska, Anders Danielsen Lie                                                                                | France     |
| Lingui, les liens sacrés                                            | Mahamat-Saleh Haroun      | Mahamat Saleh Haroun                                                                                             | Achouackh Abakar, Rihane Khalil Alio, Youssouf Djaoro                                                                                       | Tchad      |
| Compartiment no 6 (Hytti Nro 6) (en compétition pour la Queer Palm) | Juho Kuosmanen            | Andris Feldmanis, Juho Kuosmanen, Livia Ulman                                                                    | Seidi Haarla, Iouri Borissov, Dinara Droukarova                                                                                             | Finlande   |
| Nitram                                                              | Justin Kurzel             | Shaun Grant | Caleb Landry Jones, Essie Davis, Anthony LaPaglia, Judy Davis                                                                               | Australie  |
| Les Intranquilles                                                   | Joachim Lafosse           | Lou Du Pontavice, Juliette Goudot, Pablo Guarise, Joachim Lafosse, Chloé Leonil, Anne-Lise Morin, François Pirot | Leïla Bekhti, Damien Bonnard, Gabriel Merz Chammah, Patrick Descamps                                                                        | Belgique   |
| Le Genou d'Ahed (Ha'berech)                                         | Nadav Lapid               | Nadav Lapid | Nur Fibak, Avshalom Pollak | Israël     |
| Tre piani                                                           | Nanni Moretti             | Nanni Moretti, Valia Santella, Federica Pontremoli                                                               | Margherita Buy, Nanni Moretti, Riccardo Scamarcio, Alba Rohrwacher                                                                          | Italie     |
| Tout s'est bien passé (en compétition pour la Queer Palm)           | François Ozon             | François Ozon | Sophie Marceau, André Dussollier, Géraldine Pailhas, Charlotte Rampling, Hanna Schygulla, Éric Caravaca, Grégory Gadebois                   | France     |
| Flag Day                                                            | Sean Penn                 | Jez Butterworth                                                                                                  | Dylan Penn, Sean Penn, Josh Brolin, Katheryn Winnick                                                                                        | États-Unis |
| La Fièvre de Petrov (Петровы в гриппе - Petrоvy v grippe)           | Kirill Serebrennikov      | Kirill Serebrennikov                                                                                             | Semyon Serzin, Chulpan Khamatova, Elene Mushkaeva, Ivan Ivashkin                                                                            | Russie     |
| Julie (en 12 chapitres) (Verdens verste menneske)                   | Joachim Trier             | Joachim Trier, Eskil Vogt                                                                                        | Renate Reinsve, Anders Danielsen Lie, Herbert Nordrum                                                                                       | Norvège    |
| Benedetta (en compétition pour la Queer Palm)                       | Paul Verhoeven            | Paul Verhoeven, David Birke                                                                                      | Virginie Efira, Daphné Patakia, Lambert Wilson, Charlotte Rampling                                                                          | France     |
| Memoria                                                             | Apichatpong Weerasethakul | Apichatpong Weerasethakul                                                                                        | Tilda Swinton, Jeanne Balibar, Daniel Giménez Cacho, Elkin Diaz                                                                             | Thaïlande  |

#### Un certain regard
| Titre                                                                              | Réalisation                    | Scénario                                        | Pays       |
| ---------------------------------------------------------------------------------- | ------------------------------ | ----------------------------------------------- | ---------- |
| Moneyboys (en compétition pour la Caméra d'or et la Queer Palm)                    | C. B. Yi                       | C. B. Yi                                        | Autriche   |
| Blue Bayou                                                                         | Justin Chon                    | Justin Chon                                     | États-Unis |
| Freda (en compétition pour la Caméra d'or)                                         | Gessica Généus                 | Gessica Généus                                  | Haïti      |
| Delo (Дело)                                                                        | Alexeï Alexeïevitch Guerman    |                                                 | Russie     |
| Onoda, 10 000 nuits dans la jungle (film d'ouverture)                              | Arthur Harari                  | Arthur Harari, Vincent Poymiro                  | France     |
| Bonne Mère                                                                         | Hafsia Herzi                   | Hafsia Hersi                                    | France     |
| Noche de Fuego                                                                     | Tatiana Huezo                  | Tatiana Huezo                                   | Mexique    |
| Lamb (Dýrið) (en compétition pour la Caméra d'or)                                  | Valdimar Jóhannsson            | Sjón, ValdimarJóhannsson                        | Islande    |
| Les Promesses d'Hasan (Bağlılık Hasan)                                             | Semih Kaplanogu                | Semih Kaplanogu                                 | Turquie    |
| After Yang                                                                         | Kogonada                       | Kogonada                                        | États-Unis |
| Et il y eut un matin (תן לזה להיות בוקר)                                           | Eran Kolirin                   | Eran Kolirin                                    | Israël     |
| Les Poings desserrés (Разжимая кулаки - Razzhimaja kulaki)                         | Kira Kovalenko                 | Kira Kovalenko                                  | Russie     |
| Mes frères et moi (en compétition pour la Caméra d'or)                             | Yohan Manca                    | Yohan Manca                                     | France     |
| Women Do Cry (Жените плачат - Zhenite plachat) (en compétition pour la Queer Palm) | Mina Mileva et Vesela Kazakova | Bilana Kazakova, Mina Mileva et Vesela Kazakova | Bulgarie   |
| Rehana Maryam Noor (রেহানা মরিয়ম নূর)                                                   | Abdullah Mohammad Saad         |                                                 | Bangladesh |
| Great Freedom (en compétition pour la Queer Palm)                                  | Sebastian Meise                | Sebastian Meise, Thomas Reider                  | Autriche   |
| La Civil (en compétition pour la Caméra d'or)                                      | Teodora Ana Mihai              | Hebacuc Antonia De Rosario, Teodora Ana Mihai   | Roumanie   |
| Gaey Wa'r (en compétition pour la Caméra d'or)                                     | Na Jiazuo                      |                                                 | Chine      |
| The Innocents (De uskyldige)                                                       | Eskil Vogt                     | Eskil Vogt                                      | Norvège    |
| Un monde (en compétition pour la Caméra d'or)                                      | Laura Wandel                   | Laura Wandel                                    | Belgique   |

#### Hors compétition
| Titre                                                                           | Réalisation       | Pays          |
| ------------------------------------------------------------------------------- | ----------------- | ------------- |
| De son vivant                                                                   | Emmanuelle Bercot | France        |
| Où est Anne Frank !                                                             | Ari Folman        | Israël        |
| The Velvet Underground                                                          | Todd Haynes       | États-Unis    |
| Emergency Declaration (비상선언 - Bisangseongeon)                               | Han Jae-rim       | Corée du Sud  |
| BAC Nord                                                                        | Cédric Jimenez    | France        |
| Aline                                                                           | Valérie Lemercier | France Canada |
| Stillwater                                                                      | Tom McCarthy      | États-Unis    |
| OSS 117 : Alerte rouge en Afrique noire (La Dernière Séance \| Film de clôture) | Nicolas Bedos     | France        |

#### Séances de minuit
| Titre             | Réalisation                  | Pays   |
| ----------------- | ---------------------------- | ------ |
| Oranges sanguines | Jean-Christophe Meurisse     | France |
| Suprêmes          | Audrey Estrougo              | France |
| Tralala           | Arnaud et Jean-Marie Larrieu | France |

#### Cannes Premières
| Titre                                                   | Réalisation          | Pays         |
| ------------------------------------------------------- | -------------------- | ------------ |
| Serre moi fort                                          | Mathieu Amalric      | France       |
| Cow                                                     | Andrea Arnold        | Royaume-Uni  |
| Marx peut attendre (Marx può aspettare)                 | Marco Bellocchio     | Italie       |
| Cette musique ne joue pour personne                     | Samuel Benchetrit    | France       |
| Tromperie                                               | Arnaud Desplechin    | France       |
| Jane par Charlotte (en compétition pour la Caméra d'or) | Charlotte Gainsbourg | France       |
| Juste sous vos yeux (당신의 얼굴 앞에서)                | Hong Sang-soo        | Corée du Sud |
| Belle                                                   | Mamoru Hosoda        | Japon        |
| Mothering Sunday                                        | Eva Husson           | Royaume-Uni  |
| Evolution (Evolúció)                                    | Kornél Mundruczó     | Hongrie      |
| Vortex                                                  | Gaspar Noé           | France       |
| Val                                                     | Ting Poo, Leo Scott  | États-Unis   |

#### Cinéfondation
| Titre                                                                            | Réalisation               | École                                                                            | Pays         |
| -------------------------------------------------------------------------------- | ------------------------- | -------------------------------------------------------------------------------- | ------------ |
| Beasts Among Us (Bestie wokół nas)                                               | Natalia Durszewicz        | École nationale de cinéma de Łódź                                                | Pologne      |
| Bill and Joe go Duck Hunting                                                     | Auden Lincoln-Vogel       | Université de l'Iowa                                                             | États-Unis   |
| Billy Boy (en compétition pour la Queer Palm)                                    | Sacha Amaral              | Universidad Nacional de las Artes                                                | Argentine    |
| The Fall of the Swift (La Caída del vencejo) (en compétition pour la Queer Palm) | Gonzalo Quincoces         | Escola Superior de Cinema i Audiovisuals de Catalunya                            | Espagne      |
| Cantareira                                                                       | Rodrigo Ribeyro           | Academia Internacional de Cinema                                                 | Brésil       |
| Cicada (en compétition pour la Queer Palm)                                       | Yoon Daewoen              | Université nationale des arts de Corée                                           | Corée du Sud |
| L'Enfant salamandre                                                              | Théo Degen                | Institut national supérieur des arts du spectacle et des techniques de diffusion | Belgique     |
| Free Men (Frie Mænd)                                                             | Óskar Kristinn Vignisson  | École nationale de cinéma du Danemark                                            | Danemark     |
| Fonica M-120                                                                     | Olivér Rudolf             | Université d'art dramatique et cinématographique                                 | Hongrie      |
| Frida (en compétition pour la Queer Palm)                                        | Aleksandra Odić           | Académie allemande du film et de la télévision de Berlin                         | Allemagne    |
| Night Visit (Habikur)                                                            | Mya Kaplan                | Steve Tisch School of Film and Television                                        | Israël       |
| King Max (en compétition pour la Queer Palm)                                     | Adèle Vincenti-Crasson    | La Femis                                                                         | France       |
| Other Half                                                                       | Lina Kalcheva             | National Film and Television School                                              | Royaume-Uni  |
| The Cat from the Deep Sea (Oyogeruneko)                                          | Huang Menglu              | Université d'art de Musashino                                                    | Japon        |
| Love Stories on the Move (Prin oraş circulă scurte poveşti de dragoste)          | Carina-Gabriela Daşoveanu | Université nationale d'art théâtral et cinématographique Ion Luca Caragiale      | Roumanie     |
| Red Shoes (Rudé boty)                                                            | Anna Podskalská           | Académie du film de Prague                                                       | Tchéquie     |
| Saint Android                                                                    | Lukas Von Berg            | Académie du film du Bade-Wurtemberg                                              | Allemagne    |

#### Courts métrages
| Titre                                              | Réalisation           | Pays                     |
| -------------------------------------------------- | --------------------- | ------------------------ |
| All the Crows in the World                         | Tang Yi               | Hong Kong                |
| Le Ciel du mois d'août (Céu de Agosto)             | Jasmin Tenucci        | Brésil Islande           |
| Det Er i Jorden                                    | Casper Kjeldsen       | Danemark                 |
| Haut les cœurs (en compétition pour la Queer Palm) | Adrian Moyse Dullin   | France                   |
| À travers la brume (Noite Turva)                   | Diogo Salgado         | Portugal                 |
| Orthodontics                                       | Mohammadreza Mayghani | Iran                     |
| Déplacé (Pa Vend)                                  | Samir Karahoda        | Kosovo                   |
| Pôle Nord (Severen Pol)                            | Marija Apcevska       | Macédoine du Nord Serbie |
| Sideral                                            | Carlos Segundo        | Brésil France            |
| Absence (Xue Yun)                                  | Wang Lu               | Chine                    |

#### Séances spéciales
| Titre                                                          | Réalisation | Pays                                            |
| -------------------------------------------------------------- | --- | ----------------------------------------------- |
| Are You Lonesome Tonight? (en compétition pour la Caméra d'or) | Wen Shipei | Chine                                           |
| Babi Yar. Contexte                                             | Sergei Loznitsa | Ukraine                                         |
| Cahiers noirs                                                  | Shlomi Elkabetz | Israël                                          |
| H6 (en compétition pour la Caméra d'or)                        | Yé Yé | France                                          |
| Les Héroïques (en compétition pour la Caméra d'or)             | Maxime Roy | France                                          |
| JFK Revisited: Through the Looking Glass                       | Oliver Stone | États-Unis                                      |
| Marin des montagnes (Marinheiro das montanhas)                 | Karim Aïnouz | Brésil                                          |
| Mi iubita, mon amour (en compétition pour la Caméra d'or)      | Noémie Merlant | France                                          |
| New Worlds, the cradle of a civilization                       | Andrew Muscato | Grèce États-Unis                                |
| The Year of the Everlasting Storm                              | Anthony Chen, David Lowery, Jafar Panahi, Laura Poitras, Dominga Sotomayor, Malik Vitthal, Apichatpong Weerasethakul | Chili Chine États-Unis Iran Singapour Thaïlande |

#### Cinéma pour le climat
Sélection éphémère de films sur l'environnement.
| Titre                  | Réalisation   | Pays         |
| ---------------------- | ------------- | ------------ |
| Animal                 | Cyril Dion    | France       |
| Bigger Than Us         | Flore Vasseur | France       |
| La Croisade            | Louis Garrel  | France       |
| I Am So Sorry          | Zhao Liang    | France Chine |
| Invisible Demons       | Rahul Jain    | Inde         |
| Marcher sur l'eau      | Aïssa Maïga   | Niger France |
| La Panthère des neiges | Marie Amiguet | France       |

#### Cannes Classics

##### Fiction
| Titre                                                               | Réalisation                         | Pays            | Date |
| ------------------------------------------------------------------- | ----------------------------------- | --------------- | ---- |
| Un jour un chat (Až přijde kocour)                                  | Vojtěch Jasný                       | Tchécoslovaquie | 1963 |
| Bal Poussière                                                       | Henri Duparc                        | Côte d'Ivoire   | 1989 |
| Le Chemin (El Camino)                                               | Ana Mariscal                        | Espagne         | 1964 |
| Le Chemin de l'espérance (Il cammino della speranza)                | Pietro Germi                        | Italie          | 1950 |
| Chère Louise                                                        | Philippe de Broca                   | France          | 1972 |
| Le Quatorzième Jour (Dan četrnaesti)                                | Zdravko Velimirović                 | Monténégro      | 1960 |
| La Double Vie de Véronique                                          | Krzysztof Kieślowski                | France Pologne  | 1991 |
| La Drôlesse                                                         | Jacques Doillon                     | France          | 1978 |
| Échec au porteur                                                    | Gilles Grangier                     | France          | 1957 |
| Vérités et Mensonges (F for Fake)                                   | Orson Welles                        | France          | 1973 |
| Les Onze Fioretti de François d'Assise (Francesco, giullare di Dio) | Roberto Rossellini                  | Italie          | 1950 |
| Friendship's Death                                                  | Peter Wollen                        | Royaume-Uni     | 1987 |
| La guerre est finie                                                 | Alain Resnais                       | France          | 1966 |
| Je sais où je vais (I Know Where I'm Going!)                        | Michael Powell & Emeric Pressburger | Royaume-Uni     | 1945 |
| The Killing Floor                                                   | Bill Duke                           | États-Unis      | 1985 |
| Lettre d'une inconnue (Letter from an Unknown Woman)                | Max Ophüls                          | États-Unis      | 1948 |
| Lumumba, la mort d’un prophète                                      | Raoul Peck                          | France Haïti    | 1990 |
| Le Repentir (Monanieba)                                             | Tenguiz Abouladzé                   | Géorgie         | 1984 |
| Mulholland Drive                                                    | David Lynch                         | États-Unis      | 2001 |
| Murder in Harlem                                                    | Oscar Micheaux                      | États-Unis      | 1935 |
| Journal à mes enfants (Napló gyermekeimnek)                         | Márta Mészáros                      | Hongrie         | 1983 |
| Orfeu Negro                                                         | Marcel Camus                        | France          | 1959 |
| La lune s'est levée (Tsuki wa noborinu)                             | Kinuyo Tanaka                       | Japon           | 1955 |
| L’Étang du démon (Yashagaike)                                       | Masahiro Shinoda                    | Japon           | 1979 |

##### Documentaires
| Titre                                                       | Réalisateur         | Pays         | Sujet                              |
| ----------------------------------------------------------- | ------------------- | ------------ | ---------------------------------- |
| Buñuel, un cineasta surrealista                             | Javier Espada       | Espagne      | Luis Buñuel                        |
| Et j'aime à la fureur                                       | André Bonzel        | France       | Film autobiographique              |
| Montand est à nous                                          | Yves Jeuland        | France       | Yves Montand                       |
| Oscar Micheaux - The Superhero of Black Filmmaking          | Francesco Zippel    | Italie       | Oscar Micheaux                     |
| Satoshi Kon, l'illusioniste                                 | Pascal-Alex Vincent | France Japon | Satoshi Kon                        |
| Les Tempêtes de Jeremy Thomas (The Storms of Jeremy Thomas) | Mark Cousins        | Royaume-Uni  | Jeremy Thomas                      |
| The Story of Film: a New Generation                         | Mark Cousins        | Royaume-Uni  | Évolution du cinéma au XXIe siècle |

#### Cinéma de la plage
Accès libre à tous les publics à 21 h 30 sur la plage Macé de la Croisette 43° 33′ 01″ N, 7° 01′ 19″ E
| Titre                                          | Réalisation        | Pays           | Année | Date                         |
| ---------------------------------------------- | ------------------ | -------------- | ----- | ---------------------------- |
| In the Mood for Love (Fa yeung nin wa)         | Wong Kar-wai       | Hong Kong      | 2000  | mardi 6 juillet              |
| L'Épouvantail (Scarecrow)                      | Jerry Schatzberg   | États-Unis     | 1973  | mercredi 7 juillet           |
| Tom Medina                                     | Tony Gatlif        | France         | 2021  | jeudi 8 juillet              |
| Chat noir, chat blanc (Crna mačka, beli mačor) | Emir Kusturica     | RF Yougoslavie | 1998  | vendredi 9 juillet           |
| Le Sommet des dieux                            | Patrick Imbert     | France         | 2021  | samedi 10 juillet            |
| JFK (Director's Cut)                           | Oliver Stone       | France         | 1991  | dimanche 11 juillet          |
| Fast and Furious 9                             | Justin Lin         | États-Unis     | 2021  | lundi 12 et mardi 13 juillet |
| Lovers Rock                                    | Steve McQueen      | Royaume-Uni    | 2020  | jeudi 15 juillet             |
| Le Fabuleux Destin d'Amélie Poulain            | Jean-Pierre Jeunet | France         | 2001  | vendredi 16 juillet          |
| David Byrne's American Utopia (en)             | Spike Lee          | États-Unis     | 2020  | samedi 17 juillet            |

### Quinzaine des réalisateurs

#### Longs métrages
| Titre | Réalisation                                        | Pays                        |
| --- | -------------------------------------------------- | --------------------------- |
| A Chiara | Jonas Carpignano                                   | Italie                      |
| A Night of Knowing Nothing (en compétition pour la Caméra d'or)                                                | Payal Kapadia                                      | Inde France                 |
| Ali & Ava | Clio Barnard                                       | Royaume-Uni                 |
| Clara Sola (en compétition pour la Caméra d'or)                                                                | Nathalie Álvarez Mesén                             | Suède Costa Rica            |
| De bas étage (en compétition pour la Caméra d'or)                                                              | Yassine Qnia                                       | France                      |
| Journal de Tûoa (Diarios de Otsoga)                                                                            | Maureen Fazendeiro, Miguel Gomes                   | Portugal                    |
| L'Employeur et l'Employé (El Empleado y El Patrón)                                                             | Manuel Nieto Zas                                   | Uruguay                     |
| Entre les vagues                                                                                               | Anaïs Volpé                                        | France                      |
| Europa | Haider Rashid                                      | Italie                      |
| Futura | Pietro Marcello, Alice Rohrwacher, Francesco Munzi | Italie                      |
| Hit The Road (Jadde Khaki) (en compétition pour la Caméra d'or)                                                | Panah Panahi                                       | Iran                        |
| Întregalde | Radu Muntean                                       | Roumanie                    |
| La Colline où rugissent les lionnes (Luaneshat e kodrës) (en compétition pour la Caméra d'or et la Queer Palm) | Luàna Bajrami                                      | France Kosovo               |
| Les Magnétiques (en compétition pour la Caméra d'or)                                                           | Vincent Maël Cardona                               | France                      |
| Medusa | Anita Rocha da Silveira                            | Brésil                      |
| Mon légionnaire (film de clôture)                                                                              | Rachel Lang                                        | France                      |
| Murina (en compétition pour la Caméra d'or)                                                                    | Antoneta Alamat Kusijanović                        | Croatie États-Unis Slovénie |
| Neptune Frost (en compétition pour la Queer Palm)                                                              | Saul Williams, Anisia Uzeyman                      | États-Unis                  |
| Ouistreham (film d'ouverture)                                                                                  | Emmanuel Carrère                                   | France                      |
| La Légende du roi crabe (Re Granchio)                                                                          | Alessio Rigo de Righi, Matteo Zoppis               | Italie                      |
| Retour à Reims (Fragments) (en compétition pour la Queer Palm)                                                 | Jean-Gabriel Périot                                | France                      |
| The Souvenir Part II                                                                                           | Joanna Hogg                                        | Royaume-Uni                 |
| Ripples of Life (Yong an zhen gu shi ji)                                                                       | Wei Shujun                                         | Chine                       |
| Face à la mer (البحر أمامكم) (en compétition pour la Caméra d'or)                                              | Ely Dagher                                         | Liban                       |

#### Séances spéciales
| Titre             | Réalisation       | Pays        |
| ----------------- | ----------------- | ----------- |
| Monrovia, Indiana | Frederick Wiseman | États-Unis  |
| The Souvenir      | Joanna Hogg       | Royaume-Uni |

#### Courts métrages
| Titre                                                  | Réalisation                 | Pays         |
| ------------------------------------------------------ | --------------------------- | ------------ |
| Anxious Body                                           | Yoriko Mizushiri            | Japon France |
| The Sidereal Space (El Espacio sideral)                | Sebastián Schjaer           | Argentine    |
| Simone est partie (en compétition pour la Queer Palm)  | Mathilde Chavanne           | France       |
| Sycorax                                                | Lois Patiño, Matías Piñeiro | Espagne      |
| La Chambre des parents (The Parents' Room)             | Diego Marcon                | Italie       |
| The Vandal                                             | Eddie Alcazar               | États-Unis   |
| The Windshield Viper                                   | Alberto Mielgo              | Espagne      |
| Train Again                                            | Peter Tscherkassky          | Autriche     |
| Quand la Nuit rencontre l'Aube (When Night meets Dawn) | Andreea Cristina Borțun     | Roumanie     |

### Semaine de la critique

#### Longs métrages
| Titre                                                                               | Réalisation                     | Pays     |
| ----------------------------------------------------------------------------------- | ------------------------------- | -------- |
| Amparo (en compétition pour la Caméra d'or)                                         | Simón Mesa Soto                 | Colombie |
| Plumes (Feathers) (en compétition pour la Caméra d'or)                              | Omar El Zohairy                 | Égypte   |
| La Femme du fossoyeur (The Gravedigger's Wife) (en compétition pour la Caméra d'or) | Khadar Ayderus Ahmed            | Finlande |
| Libertad (en compétition pour la Caméra d'or)                                       | Clara Roquet                    | Espagne  |
| Olga (en compétition pour la Caméra d'or)                                           | Elie Grappe                     | Suisse   |
| Piccolo corpo (en compétition pour la Caméra d'or)                                  | Laura Samani                    | Italie   |
| Rien à foutre (en compétition pour la Caméra d'or)                                  | Julie Lecoustre, Emmanuel Marre | France   |

#### Courts métrages
| Titre                                                                                   | Réalisation           | Pays       |
| --------------------------------------------------------------------------------------- | --------------------- | ---------- |
| Brutalia, jours de labeur (Brutalia, Days of Labor) (en compétition pour la Queer Palm) | Manolis Mavris        | Grèce      |
| Lili, toute seule (Duo li)                                                              | Zou Ling              | Chine      |
| An Invitation (Fang ke)                                                                 | Hao Zhao, Yeung Tung  | Chine      |
| Inherent                                                                                | Nicolai G.H. Johansen | Danemark   |
| Intercom 15 (Interfon 15)                                                               | Andrei Epure          | Roumanie   |
| If it ain't Broke (Ma Shelo Nishbar)                                                    | Elinor Nechemya       | Israël     |
| Noir-Soleil                                                                             | Marie Larrivé         | France     |
| Safe                                                                                    | Ian Barling           | États-Unis |
| Soldat noir                                                                             | Jimmy Laporal-Trésor  | France     |
| Hors de l'eau (Über Wasser) (en compétition pour la Queer Palm)                         | Jela Hasler           | Suisse     |

#### Séances spéciales
| Titre                                                                                                | Réalisation                | Pays   |
| --- | -------------------------- | ------ |
| Robuste (film d'ouverture, en compétition pour la Caméra d'or)                                       | Constance Meyer            | France |
| Les Amours d'Anaïs (séance du 60è anniversaire, en compétition pour la Caméra d'or et la Queer Palm) | Charline Bourgeois-Tacquet | France |
| Bruno Reidal (en compétition pour la Caméra d'or et la Queer Palm)                                   | Vincent Le Port            | France |
| Petite Nature (en compétition pour la Queer Palm)                                                    | Samuel Theis               | France |
| Une jeune fille qui va bien (en compétition pour la Caméra d'or)                                     | Sandrine Kiberlain         | France |
| Une histoire d'amour et de désir (film de clôture)                                                   | Leyla Bouzid               | France |

##### Courts métrages
| Titre                                                    | Réalisation              | Pays    |
| -------------------------------------------------------- | ------------------------ | ------- |
| Bisho                                                    | Pablo Giles              | Mexique |
| La Oscuridad                                             | Jorge Sistos Moreno      | Mexique |
| Promesse rose (Pinky Promise)                            | Indra Villaseñor Amador  | Mexique |
| A Face Covered with Kisses (Un rostro cubierto de besos) | Mariano Rentería Garnica | Mexique |

### Programmation ACID
| Titre                                                 | Réalisation                       | Pays               |
| ----------------------------------------------------- | --------------------------------- | ------------------ |
| Aya                                                   | Simon Coulibaly Gillard           | Belgique France    |
| I Comete                                              | Pascal Tagnati                    | France             |
| Down with the King                                    | Diego Ongaro                      | États-Unis France  |
| Ghost Song (en compétition pour la Queer Palm)        | Nicolas Peduzzi                   | France             |
| Little Palestine, journal d'un siège                  | Abdallah Al-Khatib                | Liban France Qatar |
| Municipale                                            | Thomas Paulot                     | France             |
| Soy libre                                             | Laure Portier                     | France Belgique    |
| Vedette                                               | Claudine Bories, Patrice Chagnard | France             |
| Venus sur la rive (en compétition pour la Queer Palm) | Lin Wang                          | Chine              |

## Palmarès

### Palmarès officiel

#### Compétition
| Prix                              | Attribué à                                                                | Pays                |
| --------------------------------- | ------------------------------------------------------------------------- | ------------------- |
| Palme d'or                        | Titane de Julia Ducournau                                                 | France              |
| Grand Prix (ex æquo)              | Un héros de Asghar Farhadi                                                | Iran                |
| Grand Prix (ex æquo)              | Compartiment n° 6 de Juho Kuosmanen                                       | Finlande            |
| Prix de la mise en scène          | Leos Carax pour Annette                                                   | France              |
| Prix d'interprétation masculine   | Caleb Landry Jones pour Nitram                                            | États-Unis          |
| Prix d'interprétation féminine    | Renate Reinsve pour Julie (en 12 chapitres)                               | Norvège             |
| Prix du scénario                  | Ryūsuke Hamaguchi et Takamasa Oe pour Drive My Car (ドライブ・マイ・カー) | Japon               |
| Prix du jury (ex æquo)            | Le Genou d'Ahed de Nadav Lapid                                            | Israël              |
| Prix du jury (ex æquo)            | Memoria de Apichatpong Weerasethakul                                      | Thaïlande           |
| Palme d'or du court métrage       | Tous les corbeaux du monde de Tang Yi                                     | Chine               |
| Mention spéciale du court-métrage | Le Ciel du mois d'août (Céu De Agosto) de Jasmin Tenucci                  | Brésil / États-Unis |
| Palme d'honneur                   | Jodie Foster                                                              | États-Unis          |
| Palme d'honneur                   | Marco Bellocchio                                                          | Italie              |

#### Caméra d'or
| Prix        | Attribué à                            | Pays    |
| ----------- | ------------------------------------- | ------- |
| Caméra d'or | Murina de Antoneta Alamat Kusijanović | Croatie |

#### Un certain regard
| Prix                   | Attribué à                                                                   | Pays     |
| ---------------------- | ---------------------------------------------------------------------------- | -------- |
| Prix Un certain regard | Les Poings desserrés (Разжимая кулаки - Razzhimaja kulaki) de Kira Kovalenko | Russie   |
| Prix du Jury           | Great Freedom (Große Freiheit) de Sebastian Meise                            | Autriche |
| Prix d'Ensemble        | Bonne Mère de Hafsia Herzi                                                   | France   |
| Prix de l'Audace       | La Civil de Teodora Ana Mihai                                                | Roumanie |
| Prix de l'Originalité  | Lamb (Dýrið) de Valdimar Jóhannsson                                          | Islande  |
| Mention spéciale       | Noche de Fuego de Tatiana Huezo                                              | Mexique  |

#### Cinéfondation
| Prix     | Attribué à                                                                                           | École                                                                                      |
| -------- | --- | ------------------------------------------------------------------------------------------ |
| 1er prix | L'Enfant salamandre de Théo Degen                                                                    | Institut national supérieur des arts du spectacle et des techniques de diffusion, Belgique |
| 2e prix  | Cicada de Yoon Daewoen                                                                               | Université nationale des arts de Corée, Corée du Sud                                       |
| 3e prix  | Love Stories on the Move (Prin oraş circulă scurte poveşti de dragoste) de Carina-Gabriela Daşoveanu | Université nationale d'art théâtral et cinématographique Ion Luca Caragiale, Roumanie      |
| 3e prix  | Cantareira de Rodrigo Ribeyro                                                                        | Academia Internacional de Cinema, Brésil                                                   |

### Quinzaine des réalisateurs
| Prix                 | Attribué à                              | Pays       |
| -------------------- | --------------------------------------- | ---------- |
| Prix SACD            | Les Magnétiques de Vincent Maël Cardona | France     |
| Label Europa Cinemas | A Chiara de Jonas Carpignano            | Italie     |
| Carrosse d'or        | Frederick Wiseman                       | États-Unis |

### Semaine de la critique
| Prix                                              | Attribué à                                                            | Pays     |
| ------------------------------------------------- | --------------------------------------------------------------------- | -------- |
| Grand prix Nespresso de la semaine de la critique | Feathers de Omar El Zohairy                                           | Égypte   |
| Prix Louis Roederer de la révélation              | Sandra Melissa Torres pour Amparo de Simón Mesa Soto                  | Colombie |
| Prix SACD                                         | Olga de Elie Grappe                                                   | Suisse   |
| Aide Fondation Gan pour la diffusion              | Rien à foutre de Julie Lecoustre et Emmanuel Marre                    | France   |
| Prix Découverte Leitz Cine du court métrage       | Lili, toute seule (Duo li) de Zou Jing                                | Chine    |
| Prix Canal+ du court métrage                      | Brutalia, jours de labeur (Brutalia, Days of Labor) de Manolis Mavris | Grèce    |

### Autres prix
| Prix                             | Prix                                    | Attribué à                                                                                            | Pays        |
| -------------------------------- | --------------------------------------- | --- | ----------- |
| Prix FIPRESCI                    | Compétition                             | Drive My Car (ドライブ・マイ・カー, Doraibu mai kā) de Ryūsuke Hamaguchi                              | Japon       |
| Prix FIPRESCI                    | Un certain regard                       | Un monde de Laura Wandel                                                                              | Belgique    |
| Prix FIPRESCI                    | Semaine de la critique                  | Feathers de Omar El Zohairy                                                                           | Égypte      |
| Prix du jury œcuménique          | Prix du jury œcuménique                 | Drive My Car (ドライブ・マイ・カー, Doraibu mai kā) de Ryūsuke Hamaguchi                              | Japon       |
| Prix du jury œcuménique          | Mention spéciale                        | Compartiment n° 6 (Hytti Nro 6) de Juho Kuosmanen                                                     | Finlande    |
| L'Œil d'or                       | L'Œil d'or                              | A Night of Knowing Nothing de Payal Kapadia                                                           | Inde        |
| L'Œil d'or                       | Prix spécial du Jury                    | Babi Yar. Contexte de Sergei Loznitsa                                                                 | Ukraine     |
| Prix François-Chalais            | Prix François-Chalais                   | Un héros (قهرمان - Ghahreman) de Asghar Farhadi                                                       | Iran        |
| Prix François-Chalais            | Mention spéciale Découverte             | Freda de Gessica Généus                                                                               | Haïti       |
| Queer Palm                       | Queer Palm                              | La Fracture de Catherine Corsini                                                                      | France      |
| Queer Palm                       | Queer Palm du court-métrage ex-aequo    | The Fall of the Swift (La Caída del vencejo) de Gonzalo Quincoces                                     | Espagne     |
| Queer Palm                       | Queer Palm du court-métrage ex-aequo    | Frida de Aleksandra Odić                                                                              | Allemagne   |
| Prix de l'AFCAE                  | Prix de l'AFCAE                         | Drive My Car (ドライブ・マイ・カー, Doraibu mai kā) de Ryūsuke Hamaguchi                              | Japon       |
| Prix de l'AFCAE                  | Mention spéciale                        | La Fracture de Catherine Corsini                                                                      | France      |
| Cannes Soundtrack Award          | Disque d'or ex-aequo                    | Rone pour Les Olympiades                                                                              | France      |
| Cannes Soundtrack Award          | Disque d'or ex-aequo                    | Ron Mael et Russell Mael pour Annette                                                                 | États-Unis  |
| Prix de la Citoyenneté           | Prix de la Citoyenneté                  | Un héros (قهرمان - Ghahreman) de Asghar Farhadi                                                       | Iran        |
| Prix du Cinéma positif           | Prix du Cinéma positif                  | Haut et Fort de Nabil Ayouch                                                                          | Maroc       |
| Prix CST de l'Artiste-Technicien | Prix CST de l'Artiste-Technicien        | Vladislav Opeliants pour la photographie de La Fièvre de Petrov (Петровы в гриппе - Petrоvy v grippe) | Russie      |
| Prix CST de l'Artiste-Technicien | Prix de la jeune technicienne de cinéma | Armance Durix pour le son de Mi iubita, mon amour                                                     | France      |
| Palme Dog                        | Palme Dog                               | Rosie, Dora et Snowbear dans The Souvenir Part II                                                     | Royaume-Uni |
| Palme Dog                        | Prix du jury ex-aequo                   | Sophie dans Red Rocket                                                                                | États-Unis  |
| Palme Dog                        | Prix du jury ex-aequo                   | Panda dans Lamb                                                                                       | Islande     |
| Prix Pierre-Angénieux            | Prix Pierre-Angénieux                   | Agnès Godard                                                                                          | France      |
| Trophée Chopard                  | Révélation féminine                     | Jessie Buckley                                                                                        | Irlande     |
| Trophée Chopard                  | Révélation masculine                    | Kingsley Ben-Adir                                                                                     | Royaume-Uni |

## Publications
- La Lettre, CST, mai et juillet 2021.